# Кароцци-Цукки, Карлотта
Карлотта Кароцци-Цукки (итал. Carlotta Carozzi-Zucchi; 1831, Рим — 25 декабря 1898, Рим) — итальянская оперная певица (сопрано).
Выступала на ведущих сценах Италии, в том числе в театре Ла Скала. В сезоне 1864/1865 гг. пела в США в труппе Макса Марецека, вызвав восторженный отзыв «Нью-Йорк Таймс» партией Леоноры в опере Джузеппе Верди «Трубадур»; 24 февраля 1865 года пела в нью-йоркской премьере другой оперы Верди, «Сила судьбы».
Вернувшись в Италию, преподавала во Флоренции; среди её учеников была, в частности, юная Медея Фигнер.